# 도호쿠 지방 태평양 해역 지진 관련 범죄
동일본 대지진 관련 범죄와 문제행위에서는 2011년 3월 11일 발생한 도호쿠 지방 태평양 해역 지진(동일본 대지진)과 파생적으로 일어난 후쿠시마 제1원자력 발전소 사고에 따라 환경 상황의 변화로 인해 일어난 범죄와 문제 행위, 인재(2차 재해)에 대해 설명한다.

## 개요
도호쿠 지방 태평양 연안 지진 발생 이후 지진 및 원전폭발에 영향을 받은 범죄 혹은 문제 행위가 발생하고 있다.
- 피해 지역에서 발생하는 범죄 유형으로는 '재해의 혼란을 틈타 발생하는 범죄(금품을 노리는 좀도둑 등)'[1][2]와 '식량 부족 등의 요인 때문에 살기 위해 어쩔 수 없이 행해지는 범죄'[1][2] 등이 있다.
- 일본의 경시청, 경찰청, 소비자청(국민생활센터)에서는 홈페이지나 보도를 통해 범죄 예방에 주의를 당부했다. 또한 내각 관방은 지진의 자원 봉사자 제휴실의 사이트 '타스케아이재팬(서로돕기일본)'[3]을 통해 확실한 정보를 제공하고 있다.

일본 국외 매체의 보도
일본 국외 매체의 지진 직후의 상황에 대한 보도는 주로 '질서가 유지되고 있다'는 호의적으로 보도된 것이 많았다.
- 중국 방송국 CCTV - "질서가 있어 혼란은 전혀 찾아볼 수 없다"[4].
- 대만의 신문 중국시보 - "(미국 뉴욕 대정전이나 허리케인 카트리나 때와 같은) 상점 약탈도 일어나지 않고 모든 질서가 유지되고 있다."[5].
- 미국 언론 기자 - "다른 나라의 2004년 수마트라 지진과 2010년 칠레 지진, 2005년 허리케인 카트리나에 비해, 일본인은 지진에 대해 냉정하게 판단하고, 범죄 자체가 적다 "[6].
- 미국 CNN 해설자 잭 캐퍼티 - "왜 지진이 일어난 일본에서 약탈이 일어나지 않는가"를 주제로 하여 자신의 프로그램을 통해 시청자들에게 물어 보았다[6].
- 아르헨티나의 신문 '라 나콘 (전자판)' - 약탈이 일어나지 않는 일본을 칭찬하였다[7].

한편, 미국의 신문 월스트리트 저널에서 '피해 지역의 극단적인 물자 부족으로 생존을 위해 부득이 약탈 행위를 하는 경우가 있고, 그러한 행위를 묵인하고 있다'는 보도가 있었다.

## 관계 기관이 주의를 당부한 악덕 상술 및 사기
지진 발생일인 3월 11일 이후 피해 지역 주변 지역에서 지진 후 늘어나는 추세인 '점검 상술(전기·지붕 등)', '사기 상술' 등 악덕 상술이나 '모금 사기', '기부금 사기'가 발생하고 있다. 의심스러운 정보의 사례나 상담이 일본의 관계 기관에 전해지고 있다.
이에 따라 일본의 경시청과 국민생활센터에서는 주의를 당부했다. 국민생활센터는 3월 27일에 '지진 관련 악덕 상술 110번'을 개설했다(주로 도호쿠 3현의 소비자 문제에 대응).
3월 23일 방문·전화뿐만 아니라, 우편(가입하지 않은 '재해위문제도'의 갱신 알림)에 의한 사기의 존재도 지바현에서 확인, 보도되었다..
후쿠시마현 가와마타정이 제염활동을 맡은 작업원에 대해 개인정보를 경찰에 제공하는 데 동의하도록 요구하고 있는 것이 2013년까지 밝혀졌다. 이 마을은 작업원을 가장한 빈집털이가 잇다르고 있으며, 그에 대한 대책이라고 설명하지만 전문가들은 '도를 지나쳤다'는 의견이 강하다.

## 범죄

### 피해 지역에서 발생하고 있는 범죄
절도
피해 지역에서는 (주민이 대피한 데에 따른) 빈집의 '빈집털이' 및 휴업 중인 상점과 금융기관에 침입하는 '매장 털이', '자판기 털이' 등이 발생했다. (타지에서 온 '가짜 자원 봉사자'에 의한 절도 행위도 있었다).

미야기 현 경찰은 3월 30일 지진 발생 후 26일까지 현내의 절도 피해 총액은 약 1억 엔 (그 중 현금 피해는 약 7500만 엔)에 이른다고 발표했다 (게센누마 신용 금고 마쓰이와 지점의 금고에서 절도로 약 4000만 엔의 피해를 입었다 ). 체포된 인원은 7명, 총 40명이 검거되었다.
체포된 사람의 수는 7명이며 총 합쳐서 40명이 기소되었다. ATM의 절도피해는 미야기 현내에서 2011년 7월까지 22건 발생했으며 피해 총액은 약 1억 8천 엔이다..
후쿠시마 제1원전사고 지역 내의 편의점 27개 중 25개가 ATM 절취의 피해를 입었다.
이러한 절도피해를 막기 위해 다음과 같은 대책을 강구하였다.
- 미야기현 이시노마키시 - 개인 가게, 기업, 금융기관은 바리케이드와 경비를 강화하고, 경찰은 순찰활동을 강화한다.[22]
- 미야기 현 센다이시 - 편의점이나 가전제품 판매점에서는 가게 안이 보이지 않도록 유리창에 신문지 등을 붙여 범죄를 방지한다.[23][24]。
- 이와테현 리쿠젠타카타시 - 절도사건을 미연에 방지하기 위해 피해지역에 남은 금고를 회수하고 오후나토경찰서에서 보관한다.[25]。

연료 부족을 틈타 휘발유를 훔치는 사건도 발생했다, 물류 차질과 피난 생활의 장기화에 의한 식량 연료 부족한 상황에서 '부득이하게' 범행을 저지른 경우도 있었다 .
그런 가운데, 4월 9일 이와테와 미야기, 두 현의 총 수 백만 엔에 달하는 (해일로 유출된) 현금이 습득물로서 연안부의 각 경찰서에 신고되었다
사기
피해자 가족 등으로 위장하고서 '예금 통장을 해일 때문에 잃어버렸다'고 속여 금융 기관을 통해 재발급받고 그 통장을 탈취하는 사건도 발생했다 .
폭력 사건
대피소에서 이재민의 스트레스가 높아지고 있으며, 사소한 것으로 싸움이나 사건이 발생하는 경우도 있었다.
- 3월 29일에는 피해자 중 한 사람인 남성 이발사가 대피소 내에서 식칼을 휘둘러서 총도법 위반으로 현행범으로 체포되었다[33] .
- 일본 경찰청은 3월 31일 '경찰청 인연 봉사단'파견을 시작했다. 대피소에서 여성 경찰관 등이 피해자의 상담에 참여하여 문제 발생 방지도 맡았다.[34]

기아 사망
대지진으로 인한 엄청난 쓰나미 피해에도 불구하고, 원전 30킬로미터권에 있다는 이유로 지원물자가 제대로 도착하지 않고 고립상태에 있었던 후쿠시마 미나미소마시에서 10명 이상이 아사(餓死)하였다.
성범죄 사건
이와테 현 모리오카시에서 4월 7일 심야의 여진으로 정전이 된 것을 틈타 가정집에 침입, 여성을 강간했다가 다음날 용의자가 체포되었다.
성매매
대지진으로 생활의 터전을 잃어버린 일본 재해지역 여성들이 성매매 상황에까지 내몰리고 있는 것으로 드러났다. 6월 3일 일본 경시청 보안과는 지진으로 직장과 집을 잃은 여성 A(39)씨에게 매춘을 시킨 혐의로 도쿄 에도가와구 미나미코이와의 바 운영자 사토 히로시(31)와 남자 종업원 3명을 성매매 방지법 위반 혐의로 체포했다.
A씨는 대지진 당시 쓰나미의 직격을 받은 센다이(仙臺)시 아오바(靑葉)구에서 직장생활을 하고 있었으며, 지진·쓰나미로 다니던 공장이 문을 닫은 가운데, 가진 재산도 자택과 가구의 수리에 모두 다 써버린 것으로 전해졌다. A씨는 경찰에서 “인터넷 사이트를 통해 (매춘) 업소를 발견했고, ‘돈이 되겠다’ 싶어 성매매에 나섰다”며 “50만엔(670만원) 정도만 벌고 집으로 돌아가려 했다”고 말한 것으로 전해졌다.
자위대
- 원자력 발전소가 무서워서, 트럭을 절도한 후에 도주했던 자위대원이 징계·면직되었다.[38] .
- 피해 지역에 파견된 적이 없던 자위대원이, 비디오 대여점에서 하반신을 노출하고 체포되었다[39].
- 육상자위대 제1공정단 남성 육조장이 2011년 5월 27일에 후쿠시마현 미나미소마에 파견되었을 당시, 동료 대원이 회수한 유류품인 현금을 훔쳐서 경무대가 절도용의로 적발하였다. 자위대는 가족에 대한 배려 등을 이유로 육조장의 이름을 발표하지 않았다.[40].

### 전국적으로 발생하고 있는 범죄
모금 사기
'모금 사기'라 불리는, 모금 활동의 이름을 빌린 범죄 행위도 발생하여, 체포자도 나오고 있다. 전화로 친족 등을 사칭하는 '보이스 피싱 사기' 이나 인터넷 상의 사기 도 발생했다.
모금 절도·강도·공갈
모금 상자를 절도하는 사건과 모금을 빼앗는 강도 사건
- 공갈 사건[48] 등이 발생했다.
- 모금함의 도난을 방지하기 위해, 또는 피해를 최소화하기 위해 모금함을 점원이 항상있는 곳에 설치하고, 고액 기부의 경우는 문이 있는 금고에 보관하며 회수 기간을 단축하는 등의 규정을 실시하고 있다[49] .

물자 절도
아이치현 이치노미야시 (3월 21일)와 도요타시 (22일) 농협 건초를 건조시키기 위한 연료용 등유가 도난당하는 사건이 잇따라 발생했다. 지진과의 관계가 의심되었다 .
사이버 범죄
일본 적십자사 등을 사칭하는 피싱사이트와 재해 정보를 가장한 바이러스, 메일 등의 존재가 확인되고있다.
- Trend Micro 사는 사이버 범죄에 대한 주의를 당부하고 있다. 유니세프를 사칭하여 기부를 촉구하는 스팸 메일 등[55] .
- 정보처리추진기구는 구체적인 예를 일일이 들어 주의를 당부하고 있다[56] .
- 미국에서도 이번 지진 관련 인터넷 사기가 확인되고, FBI가 주의를 당부하고 있다 악성코드에 감염된 첨부 파일 링크를 누르면 개인정보를 도용하는 것이나, 가짜 자선 사이트 등)[57] .

밀항
대한민국 부산에서 3월 21일 지진의 혼란을 틈타 일본에 밀항을 시도하는 사건이 발생했다 .

## 문제 행위
범죄성 자체는 없기는하지만, 문제시되는 행동 ('유언 비어'·'체인 메일(chain mail)', '사재기' 등)도 발생했다. 따라서 공공기관 등이 다음과 같은 대책을 강구하고 있다.
- 국민생활센터 - 홈페이지에 지진 관련 페이지를 만들고 '바른 정보를 배포하고 있는 각 문의처'를 함께 제공[59] .
- 총무성[60] 스팸 메일 상담 센터 (일본 통신 학회)[61] - 홈페이지에 악의적인 메일 사례를 들어 주의를 당부.
- AC 재팬 - 임시 텔레비전 CM '지금 내가 할 수 있는 것'에서 (절전 촉구와 함께), '유언 비어에 냉정한 대응'과 '사재기의 자제'를 당부[62] .

### 피해 지역에서 발생하고 있는 문제 행위
대피소에서 발생하고 있는 문제 행위
- 지진 직후 아직 구호 물자가 전혀 닿지 않는 시기에는 식량 부족으로 인해 이후에 대피소로 온 시민을 몰아내려는 행위도 나오기 시작했다[63] .
- 대피소 생활이 장기화 되면서, 사생활이 지켜지지 않는 것 등에 대한 스트레스에 의해 식량 부족이 원인이 아닌 문제도 발생하고 있다. '밥의 양 차이', '도움에 대한 보상이 없다' 등으로 피난민 사이에서 문제가 발생한 사례가 보도되고 있다[64] .

루머 정보
피해 지역에서는 정보 부족 등으로 인해 치안, 생활, 건강 등에 관한 루머 정보가 흘러나오고 있다 . 아래 내용은 모두 루머 정보이다. 
- '성범죄'
  - '중국인들이 구호 물자를 약탈하고있다'[66] .
- '외국인 절도단이 몰래 활동하고있다', '전기의 복구는 10년 후', '방사능 비가 내림'(미야기 현)[67].
  - 이번 지진 후에 혼란한 상황에서 외국인 절도는 실제로 일어났다

관계 기관의 대응
- 루머의 방치는 간토 대지진 때 혼조(本庄)사건(사이타마현) / 후쿠다 마을 사건 (지바현) 등과 같은 중대한 사건의 발생으로 이어질 가능성이 있기 때문에, 미야기현 경찰은 3월 25일 루머 정보에 대해 정리한 전단지를 시민들에게 배포하였다. 유언비어에 현혹되지 않도록 냉정한 대응을 촉구했다[67] .
- 경찰청 및 각 경찰본부에서도 특히 악성 루머 28개를 삭제하도록 인터넷 게시판 관리자에게 요청하고, 11개(4월 1일 기준)은 이미 삭제되었다[68]. 또한 루머를 흘린 인물을 알 수 있을 경우 명예훼손과 위계업무방해 혐의로 입건 가능성도 시사했다[69].
- 총무성은 4월 6일 인터넷 관련 통신 업체에 지진과 원전사고에 관한 유언,비어의 자발적인 삭제를 요청했다[70].

편승 쓰레기
미야기 현 센다이 시에서는 일반 가정에서 지진으로 부서진 '지진 쓰레기'의 회수를 실시하고 있지만, 거기에 편승하여 (지진과 관련이 없는) '일반 쓰레기', '사업 쓰레기', '위험물' 등을 가져 오는 사람들이 나오고 있다 .
폭력 행위
이와테 현내에서 쇠파이프를 든 자경단이 화재현장 도둑으로 보이는 상대에게 과도한 폭력을 행사했다는 보도가 존재한다. 또한 비트 다케시는 '정보 7days 뉴스캐스터'(3월 19일)에서 화재 현장 절도 행위에 대해 '때려 죽여도 괜찮다고 생각해요'라고 덧붙였다 .
정신적 피해로 인한 행위
지진 후 정신적인 측면에서 피해를 입은 것이 문제 행동을 일으키는 원인이 되는 경우가 있다. 4월 9일에는 지바현 이치하라시의 남성이 정신적 불안 때문에 집에 불을 지르고 자살하였다. 내각부의 조사에 따르면 지진관련 자살은 6월에만 16명으로 증가하였다고 한다.
방사능 관련
지진 후 후쿠시마 제1원자력 발전소에서 목숨을 걸고 작업에 임하고 있는 인원에 대한 처우가 잔혹하다는 보도가 존재하고 있으며, 대우에 불만을 가진 근로자에 대해 '죽어라'라고까지 발언한 모회사의 사원이 존재한다. 또한 도쿄 전력 간부가 위험한 요구를 하고있는 것 등으로 인해 현장에서는 불만이 쌓여 있으며, 보이콧 직전까지 가기도 한다고 보도되고 있으며, 4월 5일 TV 전화 회의에는 소장이 도쿄전력 간부에 대해 "이제 못 해먹겠다!"라고까지 발언하기도 하였다 .
4월 6일에는 후쿠시마현 다무라시(후쿠시마 제1원전 반경 30km 거리)의 일본 국도 288호 인근에서 방사성 물질이 묻은 방호복이 불법 투기되는 것이 확인되었다 .

### 전국적으로 발생하고 있는 문제 행위
체인메일(Chain Mail)
지진과 관련하여 일본 국내에 체인메일이 나돌았으며 트위터에서 사실을 확인하지 않고 이뤄진 리트윗에 의해 루머가 확산되어 버리는 경우도 있었다 .
아래 내용은 모두 루머 정보이다. 
- 코스모 석유 지바 정유소 화재와 관련해서 '화재로 인해 발생한 유해 물질이 비가 되어 지상에 내린다'는 메일이 나돌았던 사실이 3월 12일 밝혀져[81] 자신의 웹사이트 이메일 내용을 부인하는 문서가 게재되었다[82] .
- 후쿠시마 제1원자력 발전소 사고와 관련, '에너지 절약을 호소하는' 메일이 나돌고 있다는 사실이 3월 13일 밝혀졌다[83]. 전력 회사에서는 체인메일을 돌린 사실은 없다고 홈페이지 등에서 주의를 호소했다 (참고 -[84] ).
- 홋카이도 내에서도 '절전 요청', '안부 정보', '지원 물자 요청'과 같은 메일이 나돌고있는 것이 3월 16일 보도된다[85] .
- 미야기현 이시노마키시에서 구호 활동을 하고있는 피스보트(Peace Boat)[86]가 후쿠시마현 이와키시에서 '물자 횡령'과 '물자의 의도적인 정체'를 실시하고 있다는 소문이 3월 31일 무렵에 유포되자 트위터 공식 계정 등에서 부인하고 있다[87][88] .

체인 메일과 관련하여 3월 12일 에다노 유키오 내각관방장관이 국민에게 주의를 호소했다 .
필리핀 등 동남아시아 각국에서도 원전에 대한 체인 메일이 나돌았다. 또한 한국에서는 3월 15일 '방사능 물질이 빠르면 오후 4시에 한국에 도착'이라는 루머에 의해 주가가 폭락하였다. 이에 (한국의) 금융감독원이, 경찰청 사이버 테러 대응센터에 수사 의뢰하였다. 17일, 최초로 루머를 발신한 용의자가 검거되었다.
사재기

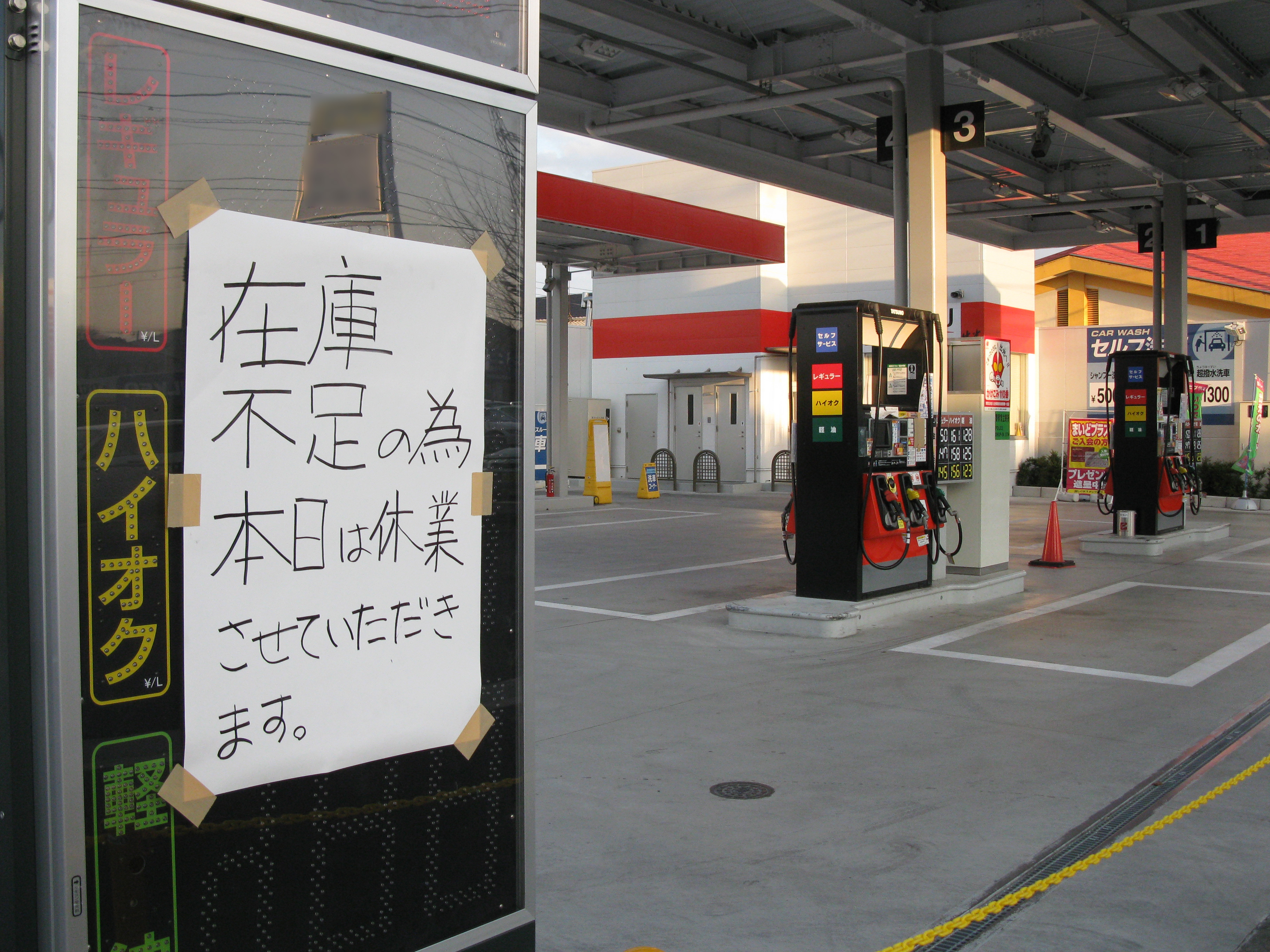
휘발유가 매진된 가게
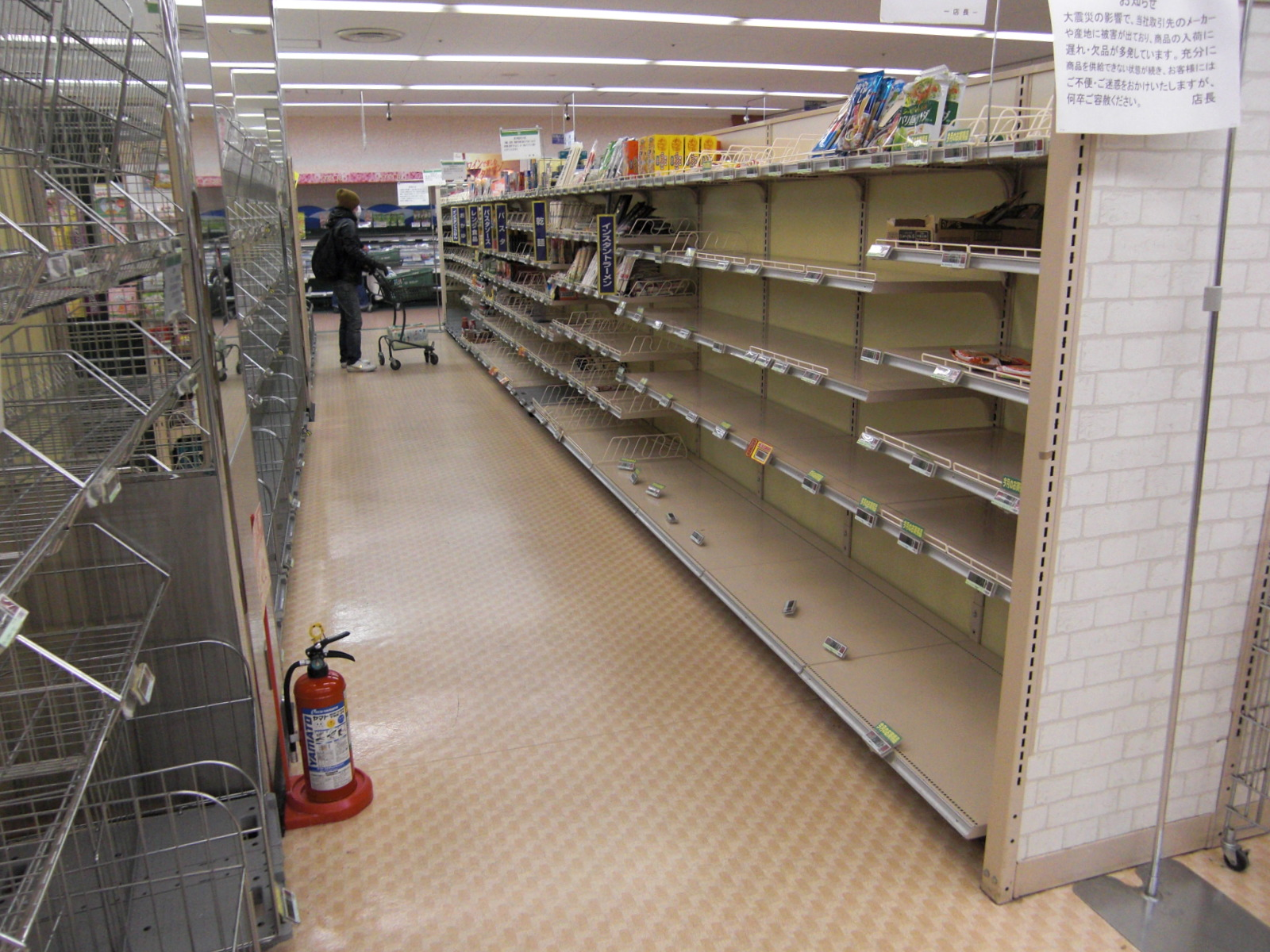
텅 빈 물품 캐비넷
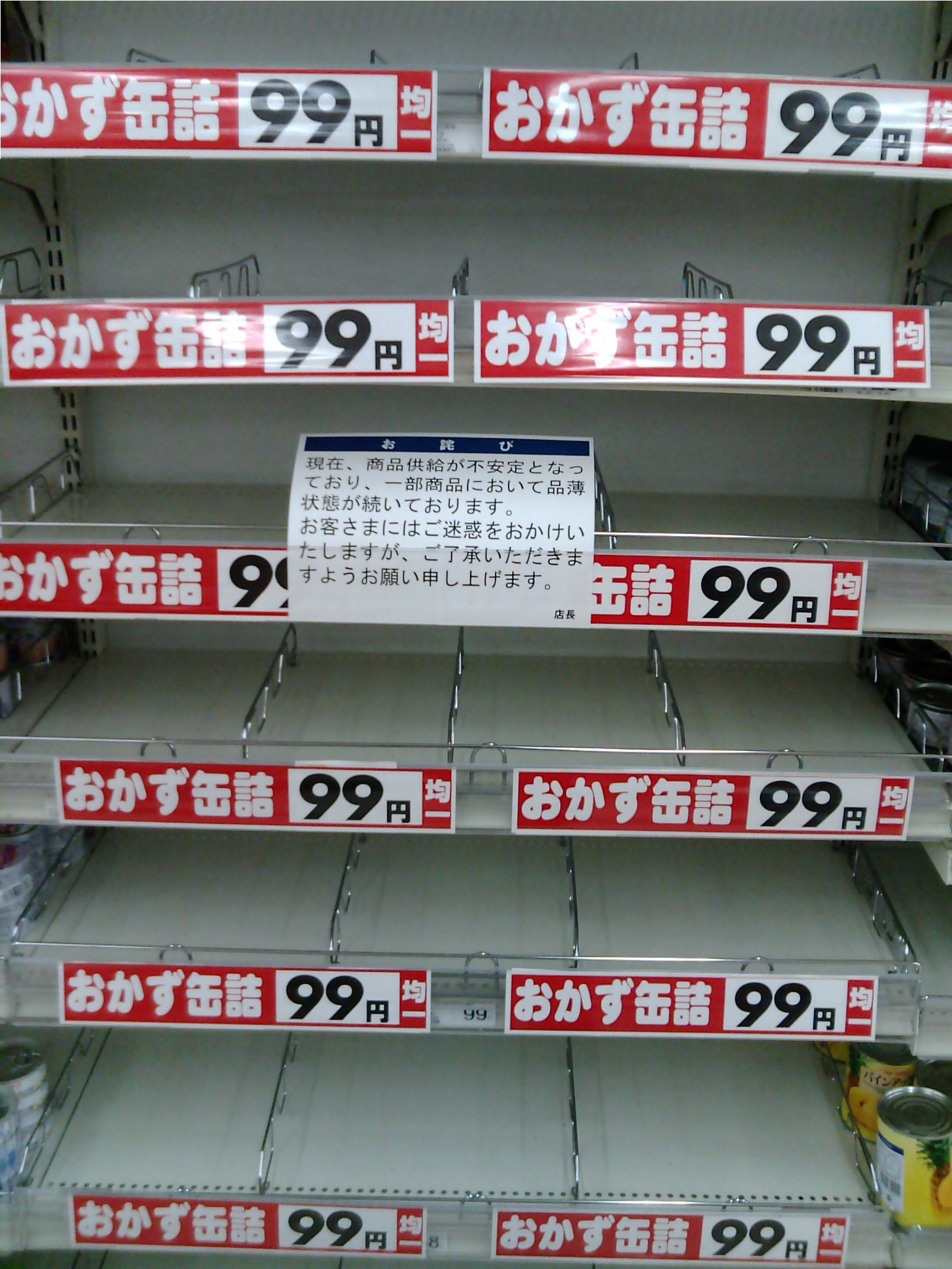
상품 부족 현상은 피해 이외 지역에서도 발생했다
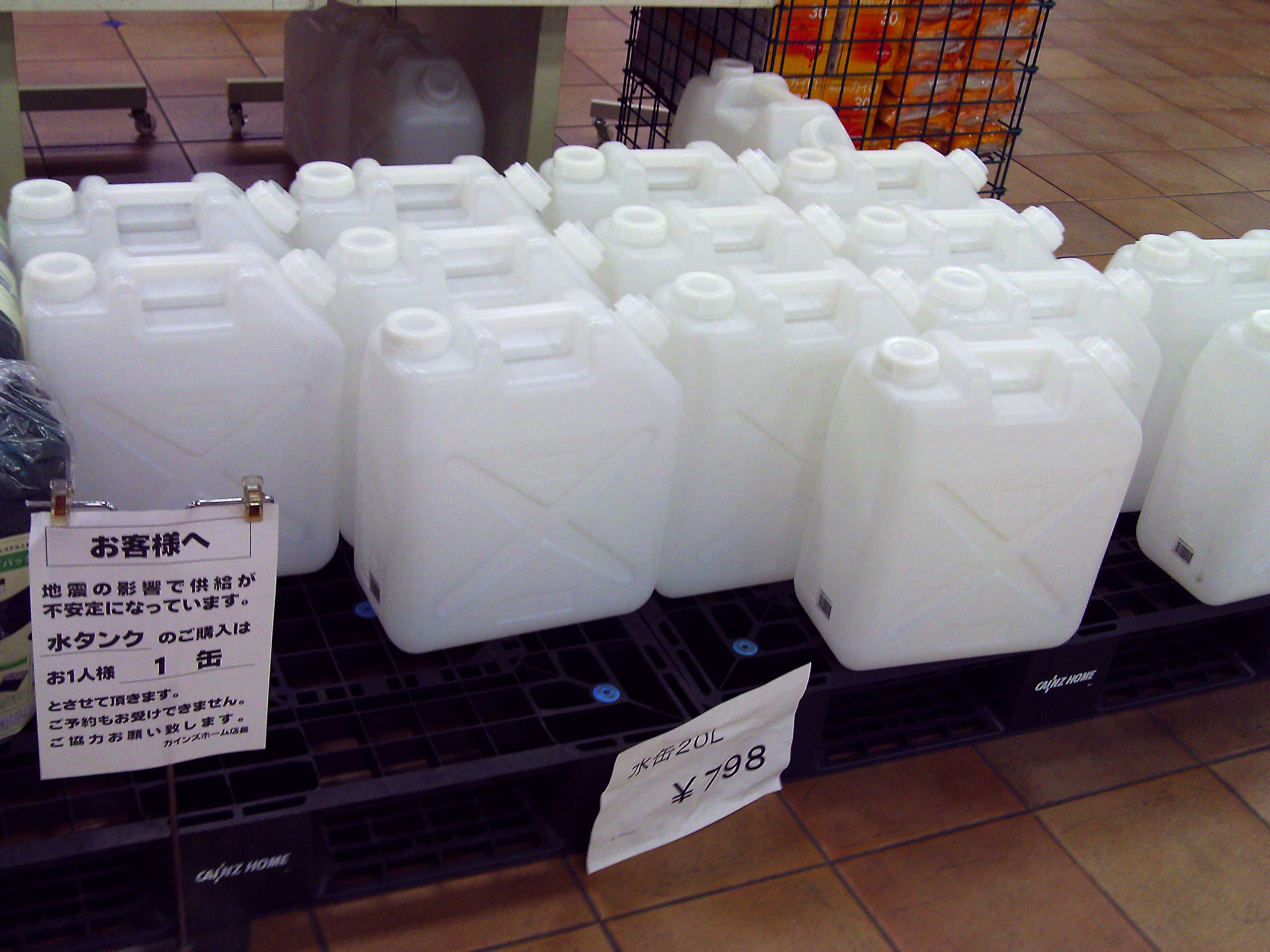
상품 구매 수량을 제한한 가게도 있었다

지진과 관련, 일부 상품 사재기 문제가 발생했다. 구체적으로, 건전지, 티슈, 휴지, 두루마리 휴지, 기저귀, 휘발유 등이고, 식료품은 식용 쌀 컵라면, 통조림, 낫토우 등이다.
상품 부족에 대해서는 '피해 지역에 보내기 위함'과 '유통 혼란'도 한 요인으로 있다 .
사재기 문제와 관련, 3월 14일 일본의 소비자청이 감시를 강화하였다 .3월 17일 에다노 유키오 내각 관방장관이 사재기를 자제할 것을 호소하며, 경우에 따라서는 강제 조치를 취하는 것을 언급했다 .또한, 일본 정부는 품귀 상품의 증산 요청 및 비축 물품의 방출 등의 조치를 했다 .
- 물 - 방사성 요오드 오염 문제(도쿄 도는 3월 23일)의 영향도 더해져 수요가 급증했다[103]. 반면, 육아 수첩을 제시한 고객에게 우선적으로 물을 판매하는 슈퍼마켓도 나왔다[104]. 소비자청이 특별히 승인한 것을 받아 피해 지역 대상으로 한 '상표 없는 상품 (페트병 생수)'의 제조도 일부에서 열렸다[105] .또한 한국 으로부터의 수입도 실시하게 되었다[106] .
- 건전지 - 계획정전 실시가 발표된 직후부터 더 품귀현상을 보인다, Yahoo! 옥션도 급등했다[107] .인도네시아와 태국에서 원래 일본 국외용으로 제조하고 있는 제품을 일본 국내용으로 전환하여 출하하게 되었다[108] .

사재기 행위는 일본 국외 (미국 서해안에서 '요오드 제', 중국 '요오드가 들어간 소금' 등)에서도 발생했다. 중국의 경우는 헛소문에 근거한 것이기도했다 (일본의 '구강' 루머와 같이).
헌옷 문제
홋카이도 남서 앞바다 지진(1993년) 등에서는 구호 물자로 헌옷이 대량으로 보내져서 문제가 되자 이번에는 각 단체 측이 모집 대상을 '사용하지 않는 것으로 한정'하는 경우가 많았다. 그러나 전부 막을 수는 없었다 .
방사능 관련
- 후쿠시마 현에서 피난오는 사람은 방사선을 쬐어(피폭) 급성방사선증후군을 앓는다는 공포가 있기 때문에 왕따의 형태로 미움받는 아이들이 있다[114] .
- 방사선 피폭으로 인해 건강한 아이가 태어 않을 것이라는 우려에서 후쿠시마 현 출신의 결혼이 파혼되고있다[115] .
- 원자력 발전소나 계획정전 등에 불만을 가진 사람이 도쿄 전력 본점에 돌을 던지고, 전력관 벽에 '반원전'이라고 낙서하는 등의 형태로 파괴행위를 하여 도쿄 전력 직원이 피해를 보고있다[116] .다이토 구 우에노 지사에서는 두 차례에 걸쳐 '원전 반대', '웃기지마'라고 쓰인 종이팩이 들어간 유음료가 옆문으로 던져졌다[117] .
- 이바라키현 쓰쿠바시가 방사선의 영향을 조사하는 '선별 검사'의 진료 증명서 소유 확인을 센다이 시에서 온 전입자 남성에게 요구했는데, 남성 측에서 불만이 나오고 쓰쿠바 시 측이 사과하는 사태가 되었고, 그 외에 가나가와현에서 수신 증명서류를 가지고 있지 않다는 것을 이유로 후쿠시마 현에서 70대 여성 전입자가 요양 시설에 입주를 일시적으로 거절당한 사태가 발생하는 등 일본 각지의 이재민 전입기관에서 증명서류 소유 여부를 둘러싸고 문제가 일어나고있다[118] .

매스미디어의 문제 행위
모두 '부적절한 표현'이라는 지적, 항의 후에 사과가 있었다.
- 말레이시아의 신문 '부리타·하리안' - 3월 13일 지면에서 도망가는 울트라맨을 쓰나미가 쫓아가는 풍자 한 컷 만화를 게재하였다[119] .
- 미국 주간지 '비즈니스위크' - 3월 21일 - 27일호의 표지에 균열이 생긴 일장기의 일러스트가 사용되었다[120] .
- 대만의 방송국 "중천TV"- 금상천황 황후의 3월 30일 피해자 방문, 31일 버라이어티 프로그램 "전민최대당"에서 콩트화되어 방영되었다[121] .
- 프랑스 TV 방송국 "카날 푸루스" - 3월 중순에 방송된 풍자 프로그램에서 인형극으로 원폭 투하 이후 히로시마와 재해 후 센다이의 사진을 비교하여 '일본은 (수 십 년 동안) 부흥을 위한 노력을 하고 있지 않다'고 논평하고 후쿠시마 제1원전 사고의 작업자를 게임 캐릭터에 비유하는 장면이 있었다.[122].
- 미국의 신문 "인터내셔널 헤럴드 트리뷴" - 4월 25일자 면, 백설공주와 마녀, 독사과를 이용하여 평판 리스크를 조장하는 풍자 한 컷 만화를 게제하였다[123] .

또한 나가노 현 북부 지진 (3월 12일 발생, 잠정 M 6.7, 사망자는 없음)에 대한 보도가 동일본 대지진의 그늘에 가려 버려 작게 다뤄진 것이 일부 언론에서 지적되었다 .

### 미연에 방지한 문제 행위·혼란
귀가곤란자 관련
지진 발생 당일(3월 11일), 일본의 수도권에서는 많은 철도 기관이 하룻밤동안 정지하였다. 귀가가 어려운 사람이 많이 나왔지만 큰 사고는 일어나지 않았다. 행정기관 측의 요청과 민간의 자율적인 협조가 있었다.
- 11일 저녁 시간에 수도권 4도현과 5개의 정령지정도시는 약 1만 5000개 점포(편의점, 패밀리 레스토랑, 패스트 푸드점 등)에 대해 귀가 곤란자에게 식수와 화장실, 휴식 공간의 제공을 요청했다[126] .
- 호텔이나 음식점이 무상으로, 그리고 자발적으로 귀가가 곤란한 사람들을 위한 임시 숙소로 개방하였다[127] .

편승 인상
중국의 국영 통신사 신화통신의 뉴스 사이트는 "간토 지역의 소매점에서는 식료품과 일용품의 편승 가격 인상은 볼 수 없었다"고 보도되었다. 한편 일부 주간지에서는 지진 직후 피해 지역 부근에서 소매점의 가격 인상의 존재가 보도되었다 .
이미 3월 11일 현재 일본의 경제산업성은, 소매 관계 10단체에 대해 '회원 기업에 대한 혼란방지를 철저히 할 것'을 요청했다 .

## 같이 보기
- 2011년 동일본 대지진